# رژین زیلبربرگ
رژین زیلبربرگ (انگلیسی: Régine Zylberberg; ۲۶ دسامبر ۱۹۲۹ – ۱ مهٔ ۲۰۲۲) بازیگر و خواننده زن یهودی زاده بلژیک اهل فرانسه بود. وی بین سال‌های ۱۹۵۶ تا ۲۰۱۶ میلادی فعالیت می‌کرد.
از فیلم‌ها یا برنامه‌های تلویزیونی که وی در آن نقش داشته‌است می‌توان به همراه مرد، پنج مایل مانده به نیمه‌شب، قطار، و خستگی در حد مرگ اشاره کرد.
وی همچنین برندهٔ جوایزی همچون لژیون دونور (افسر) و لژیون دونور (شوالیه) شده‌است.